# الحواجر
الحواجر قرية تابعة لمدينة المخواة، إحدى مدن منطقة الباحة الرئيسية. يُقدر عدد سكانها بالمئات.